# HD89911
HD89911 — хімічно пекулярна зоря спектрального класу A0, що має видиму зоряну величину в смузі V приблизно  6,1.
Вона  розташована на відстані близько 704,4 світлових років від Сонця.